# گوتو موتوتسوگو

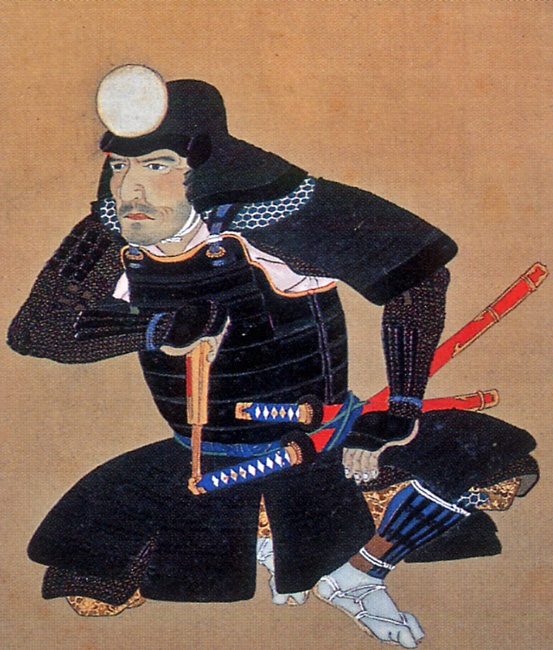
گوتو موتوتسوگو

گوتو موتوتسوگو (به ژاپنی: 後藤 基次 Gotō Mototsugu) یا گوتو ماتابِئه (به ژاپنی: 後藤 又兵衛) (۵ می، ۱۵۶۵ – ۲ ژوئن، ۱۶۱۵) یک سامورایی در اواخر دوره سنگوکو و اوایل دوره ادو بود. وی از پشتیبانان خاندان تویوتومی بود و در یکی از نبردهای وابسته به محاصره اوساکا بنام نبرد معبد دومیو کشته شد. یکی از هشت ببر کورودا بود.